# Garry Marshall
Garry Kent Marshall (Bronx, New York, 1934. november 13. – Burbank, Kalifornia, 2016. július 19.) amerikai színész, rendező, forgatókönyvíró, producer.

## Filmográfia

### Film
Filmrendező, forgatókönyvíró és producer
| Év   | Magyar cím                                      | Eredeti cím                              | Feladatkör | Feladatkör | Feladatkör |
| Év   | Magyar cím                                      | Eredeti cím                              | Rendező    | Producer   | Író        |
| ---- | ----------------------------------------------- | ---------------------------------------- | ---------- | ---------- | ---------- |
| 1968 |                                                 | How Sweet It Is!                         | Nem        | Igen       | Igen       |
| 1970 |                                                 | The Grasshopper                          | Nem        | Igen       | Igen       |
| 1982 | Szerelmes doktorok                              | Young Doctors in Love                    | Igen       | Nem        | Nem        |
| 1984 | Flamingókölyök                                  | The Flamingo Kid                         | Igen       | Nem        | Igen       |
| 1986 | Alma a fájától                                  | Nothing in Common                        | Igen       | Nem        | Igen       |
| 1987 | A vasmacska kölykei                             | Overboard                                | Igen       | Nem        | Nem        |
| 1988 | Barátnők                                        | Beaches                                  | Igen       | Nem        | Nem        |
| 1989 |                                                 | The Lottery (rövidfilm)                  | Igen       | Nem        | Nem        |
| 1990 | Micsoda nő!                                     | Pretty Woman                             | Igen       | Nem        | Nem        |
| 1991 | Krumplirózsa                                    | Frankie and Johnny                       | Igen       | Igen       | Nem        |
| 1994 | Irány az éden                                   | Exit to Eden                             | Igen       | Igen       | Nem        |
| 1996 |                                                 | The Twilight of the Golds                | Nem        | Vezető     | Nem        |
| 1996 |                                                 | Dear God                                 | Igen       | Nem        | Nem        |
| 1999 | Carla új élete                                  | The Other Sister                         | Igen       | Nem        | Igen       |
| 1999 | Oltári nő                                       | Runaway Bride                            | Igen       | Nem        | Nem        |
| 2001 | Neveletlen hercegnő                             | The Princess Diaries                     | Igen       | Nem        | Nem        |
| 2004 | Kisanyám – Avagy mostantól minden más           | Raising Helen                            | Igen       | Nem        | Nem        |
| 2004 | Neveletlen hercegnő 2. – Eljegyzés a kastélyban | The Princess Diaries 2: Royal Engagement | Igen       | Nem        | Nem        |
| 2007 | Anya, lánya, unokája                            | Georgia Rule                             | Igen       | Nem        | Nem        |
| 2010 | Valentin nap                                    | Valentine's Day                          | Igen       | Nem        | Nem        |
| 2011 | Szilveszter éjjel                               | New Year's Eve                           | Igen       | Igen       | Nem        |
| 2016 | Anyák napja                                     | Mother's Day                             | Igen       | Nem        | Sztori     |

Filmszínész
| Év   | Magyar cím                                          | Eredeti cím                                 | Szerep                           | Megjegyzések                                                 |
| ---- | --------------------------------------------------- | ------------------------------------------- | -------------------------------- | ------------------------------------------------------------ |
| 1961 |                                                     | The Phony American                          | amerikai toborzótiszt            |                                                              |
| 1968 |                                                     | Maryjane                                    | benzinkutas                      | Garry K. Marshall néven                                      |
| 1968 | Kábulat                                             | Psych-Out                                   | álruhás rendőr                   | Gary Marshall néven                                          |
| 1968 |                                                     | How Sweet It Is!                            | férfi az emeletes ágyon (hangja) | stáblistán nincs feltüntetve                                 |
| 1977 | A nagy autólopás                                    | Grand Theft Auto                            | alvilági főnök                   | Gary K. Marshall néven                                       |
| 1985 | Elveszve Amerikában                                 | Lost in America                             | kaszinó menedzser                | Gary K. Marshall néven                                       |
| 1986 | Spiclik, sipirc                                     | Jumpin' Jack Flash                          | rendőrnyomozó                    | Gary K. Marshall néven                                       |
| 1987 | A vasmacska kölykei                                 | Overboard                                   | dobos                            | stáblistán nincs feltüntetve                                 |
| 1988 | Barátnők                                            | Beaches                                     | meghallgatás vezetője            | stáblistán nincs feltüntetve                                 |
| 1990 | Micsoda nő!                                         | Pretty Woman                                | hajléktalan idegenvezető         | stáblistán nincs feltüntetve                                 |
| 1990 |                                                     | Secret Agent OO Soul                        | ismeretlen szerep                |                                                              |
| 1991 | Folytatásos forgatás                                | Soapdish                                    | Edmund Edwards                   | magyar hangja Horkai János                                   |
| 1992 | Micsoda csapat!                                     | A League of Their Own                       | Walter Harvey                    | magyar hangja Velenczey István                               |
| 1993 | Hókusz pókusz                                       | Hocus Pocus                                 | az ördög jelmezébe bújt férfi    | stáblistán nincs feltüntetve                                 |
| 1994 | Irány az éden                                       | Exit to Eden                                | Priscilla ügyfele (hangja)       | stáblistán nincs feltüntetve                                 |
| 1995 | Pucér csajok vágyálmai                              | Live Nude Girls                             | Don gengszter                    | stáblistán nincs feltüntetve                                 |
| 1995 |                                                     | Statistically Speaking                      | ismeretlen szerep                | rövidfilm                                                    |
| 1996 |                                                     | The Twilight of the Golds                   | Walter Gold                      |                                                              |
| 1996 | Égiposta                                            | Dear God                                    | Preston Sweeney postamester      | stáblistán nincs feltüntetve                                 |
| 1996 |                                                     | Mary Jane's Not a Virgin Anymore            | panaszkodó vásárló               |                                                              |
| 1998 |                                                     | With Friends Like These...                  | Frank Minetti                    |                                                              |
| 1998 |                                                     | Hole in the Paper Sky                       | Warren                           | rövidfilm                                                    |
| 1999 | Oltári nő                                           | Runaway Bride                               | softballjátékos                  | stáblistán nincs feltüntetve                                 |
| 1999 |                                                     | Kismet                                      | mostohaapa                       | rövidfilm                                                    |
| 1999 | A bambanő                                           | Never Been Kissed                           | Rigfort                          | magyar hangja Dobránszky Zoltán                              |
| 1999 |                                                     | This Space Between Us                       | Steve Mayland                    |                                                              |
| 1999 | Az nem lehet mennyország                            | Can't Be Heaven                             | zálogház-tulajdonos              |                                                              |
| 2000 |                                                     | It's a Shame About Ray                      | Mr. Brezhnev                     | rövidfilm                                                    |
| 2001 | Vad kanok                                           | Tomcats                                     | Murray nagybácsi                 | stáblistán nincs feltüntetve magyar hangja Dobránszky Zoltán |
| 2001 |                                                     | The Hollywood Sign                          | rendező                          |                                                              |
| 2001 | Mi lenne, ha?                                       | The Majestic                                | stúdióvezető (hangja)            | magyar hangja Kárpáti Tibor                                  |
| 2002 | Narancsvidék                                        | Orange County                               | Arthur Gantner                   | magyar hangja Várkonyi András                                |
| 2002 |                                                     | Mother Ghost                                | Arthur                           |                                                              |
| 2003 |                                                     | The Long Ride Home                          | Arthur                           |                                                              |
| 2003 |                                                     | They Call Him Sasquatch                     | Stu Glassman                     |                                                              |
| 2003 | Az ördög lovagja                                    | Devil's Knight                              | Big Eddie                        |                                                              |
| 2004 | Neveletlen hercegnő 2. – Eljegyzés a kastélyban     | The Princess Diaries 2: Royal Engagement    | dobos                            |                                                              |
| 2005 |                                                     | Mute                                        | lelkipásztor                     | rövidfilm                                                    |
| 2005 | Csodacsibe                                          | Chicken Little                              | Kotlik Csipi (hangja)            | magyar hangja Reviczky Gábor                                 |
| 2006 | Bármicvó                                            | Keeping Up with the Steins                  | Irwin Fiedler                    |                                                              |
| 2006 | Megleslek.com                                       | I-See-You.Com                               | önmaga                           |                                                              |
| 2008 |                                                     | Chronic Town                                | doktor                           |                                                              |
| 2009 | Az öröm nyomában                                    | Finding Bliss                               | önmaga                           |                                                              |
| 2009 | A Boszorkány-hegy                                   | Race to Witch Mountain                      | Dr. Donald Harlan                | magyar hangja Szersén Gyula                                  |
| 2009 |                                                     | Grand Drip                                  | Larry Rosenberg                  | rövidfilm                                                    |
| 2010 | Valentin nap                                        | Valentine's Day                             | zenész                           | stáblistán nincs feltüntetve                                 |
| 2014 | Zombibarátnő                                        | Life After Beth                             | nagypapa                         |                                                              |
| 2015 | Scooby-Doo! és a Kiss: A nagy rock and roll rejtély | Scooby-Doo! And Kiss: Rock and Roll Mystery | Manny Goldman (hangja)           | magyar hangja Kárpáti Levente                                |

## Fordítás
- Ez a szócikk részben vagy egészben  a   Garry Marshall című angol Wikipédia-szócikk fordításán alapul.  Az eredeti cikk szerkesztőit annak laptörténete sorolja fel. Ez a jelzés csupán a megfogalmazás eredetét és a szerzői jogokat jelzi, nem szolgál a cikkben szereplő információk forrásmegjelöléseként.